# Đài Phương Trang
Đài Phương Trang (tên thật: Phạm Văn Tứ, sinh ngày 5 tháng 12 năm 1940) là một nhạc sĩ nhạc vàng người Việt Nam từ trước năm 1975. Ông là tác giả hoặc đồng tác giả của các ca khúc nổi tiếng như "Người yêu cô đơn", "Hoa mười giờ", "Hai mùa Noel",... Các nghệ danh khác là Thanh Viên, Phạm Vũ Anh Tứ, Phạm Tứ và Quang Tứ.

## Cuộc đời
Đài Phương Trang tên thật là Phạm Văn Tứ, sinh ngày 5 tháng 12 năm 1940 tại Sài Gòn. Ông là cháu của nhạc sĩ Ngọc Sơn, gọi Ngọc Sơn là cậu.
Đến năm học đệ thất (tương đương lớp 6 hiện nay), ông bắt đầu học nhạc với thầy Trần Anh Tuấn, vốn đang là thầy giáo của Trường Quốc gia Âm nhạc và Kịch nghệ. Sau khi học xong tú tài, nhạc sĩ Đài Phương Trang dạy môn Việt sử ở Trường Trung học cộng đồng Phú Định.
Tác phẩm đầu tiên của nhạc sĩ Đài Phương Trang ra mắt công chúng năm 1966, nhưng thực tế là ông đã bắt đầu viết nhạc từ năm 1965. Đó là khi ông viết chung với nhạc sĩ Anh Thy bài "Bốn màu áo", nghệ danh khởi đầu là Thanh Viên.
Năm 1968, nhạc sĩ Nguyễn Văn Đông đang là giám đốc nghệ thuật của hãng đĩa nhạc Continental và Sơn Ca mời Đài Phương Trang cùng cộng tác gửi bài. Tác phẩm đầu tiên của sự cộng tác này là bài "Biết ai tâm sự" với tiếng hát ca sĩ Kim Loan. Ngoài ra, Đài Phương Trang còn để nhạc sĩ Ngọc Sơn đứng tên chung nhiều bài.
Một số ca khúc phổ biến của ông là: "Hoa mười giờ" (đồng sáng tác với Ngọc Sơn), "Căn nhà dĩ vãng", "Chuyến xe miền Tây", "Tình nghèo có nhau", "Ước mộng đôi ta",... và đặc biệt là bài "Người yêu cô đơn" (viết năm 1973) là ca khúc tiêu biểu của ông và cũng là nhạc phẩm giúp tên tuổi ca sĩ Tuấn Vũ được thính giả khắp nơi biết đến.
Đến năm 1990, ông bắt đầu viết nhạc hài. Cùng với Phương Khanh (diễn viên đoàn kịch Kim Cương), ông thành lập nhóm Hai Con Dế, ra sân khấu với trang phục truyền thống áo dài khăn đóng và chơi đàn guitar. Sau khi Phương Khanh qua đời, ông tiếp tục duy trì nhóm với một số bạn diễn mới như Kông Thanh Bích (tác giả bài "Tương tư nàng ca sĩ"), Hải Thanh và hiện nay là nhạc sĩ Đức Tân.
| “                  | Ước vọng của chúng tôi là được đem lời ca tiếng đàn để phục vụ công chúng qua thể loại ca hài hầu mang đến những nụ cười dí dỏm, ý nhị có tính nghệ thuật trong những ca khúc hoàn toàn mới - từ giai điệu đến lời ca chứ không phải đặt lời mới trên những giai điệu cũ mà người ta thường gọi là "nhạc chế". | ” |
| — Đài Phương Trang | |   |

Nhạc sĩ Đài Phương Trang về hưu vào cuối thập niên 1990 và tiếp tục sự nghiệp sáng tác đến nay. Hiện ông đang sống cùng vợ và ba người con (hai gái, một trai) tại quận Bình Tân, Thành phố Hồ Chí Minh.
Bài hát "Hai mùa Noel" của ông bị chương trình Paris By Night 112 nhầm thành của nhạc sĩ Nguyễn Vũ. 

## Sáng tác

### Viết một mình
- Anh ơi xuân đã đến rồi
- Bài tình ca cô đơn
- Bên kia đường
- Biết ai tâm sự
- Cánh thư tiền đồn (1970)
- Căn nhà dĩ vãng (1971)
- Chiều bên đồi sim
- Chiều phố xưa
- Cho ân tình nở hoa
- Chúa Nhật buồn (Phạm Vũ Anh Tứ, 1972)
- Chuyện đêm qua (Phạm Vũ Anh Tứ, 1972)
- Chuyện đôi ta
- Chuyện tình hoa mười giờ (1974)
- Chuyện những người yêu nhau
- Chuyến xe miền Tây (Quang Tứ)
- Có bao giờ (Phạm Vũ Anh Tứ, 1974)
- Dù đời ngăn cách
- Dù không một lối (Phạm Vũ Anh Tứ)
- Đêm nhớ người tình (Phạm Vũ Anh Tứ)
- Đến một ngày
- Đời còn cô đơn (Người yêu cô đơn II)
- Đưa người yêu về quê hương (Phạm Vũ Anh Tứ)
- Đừng nhắc chuyện lòng (Phạm Vũ Anh Tứ, 1972)
- Đừng phụ lòng nhau (Phạm Vũ Anh Tứ)
- Đường vào tình yêu
- Đường về ngoại ô
- Em vẫn còn tin anh (Phạm Vũ Anh Tứ, 1972)
- Em vẫn của anh
- Gửi người chung xóm
- Hai mùa Noel I, II[3]
- Hoa đêm
- Hồng đào
- Khi người yêu đi lấy chồng
- Kiếp hoa (1971)
- Kỷ niệm chúng mình (Phạm Vũ Anh Tứ, 1973)
- Kỷ vật tình yêu
- Làm sao quên được (Phạm Tứ, 1972)
- Lời cuối xa nhau
- Màu hoa cúc (1973)
- Một cuộc tình buồn
- Một lần lên xe hoa (Phạm Vũ Anh Tứ, 1973)
- Mở lời
- Mời em về quê anh (Phạm Vũ Anh Tứ)
- Mùa mưa kỷ niệm
- Nhật ký tình yêu (Phạm Vũ Anh Tứ)
- Ngại tiếng gần xa
- Người quên kẻ nhớ (1973)
- Người yêu cô đơn (Phạm Vũ Anh Tứ, 1973)
- Nhớ mùa Noel
- Phiên gác giao thừa
- Phố xưa (Phạm Vũ Anh Tứ)
- Qua cầu hát lý xa nhau (Quang Tứ)
- Qua phố hẹn xưa (1971)
- Quán nhỏ đợi chờ
- Sao nỡ vô tình (Phạm Tứ, 1972)
- Tâm sự giòng sông
- Tình ca đêm Noel
- Tình đời tay trắng (1972)
- Tình nghèo có nhau (1972)
- Tình sử của nàng[4]
- Tình sử giòng sông (1969)
- Tiếng hát bên phà Mỹ Thuận
- Tháng mấy hoa cười
- Thề non hẹn biển
- Trái tim đàn bà (viết tặng riêng Nguyễn Hưng)
- Trái tim sỏi đá
- Ước mộng đôi ta (Phạm Vũ Anh Tứ)
- Ước mộng không thành (Phạm Vũ Anh Tứ, 1972)
- Ước mong ngày sau (1972)
- Vì ai (Phạm Vũ Anh Tứ)
- Vì sao chối từ
- Về quê cắm câu
- Về quê em
- Xa cuộc tình xưa (1972)
- Xin đừng dối lòng (Phạm Vũ Anh Tứ)

### Viết chung vớiNgọc Sơn
- Có những đêm buồn (1966)
- Giấc mơ một ngày phép (1969)
- Giận nhau mất vui
- Hoa mười giờ (1970)
- Lả lướt
- Mùa pensée nở
- Màu tím pensée (1966)
- Nếu tóc em còn xanh
- Những chiều hoang dại
- Thiệp mời
- Tình yêu tuyệt đối (Đài Phương Trang & Tú Nguyệt) (1969)

### Viết chung vớiAnh Thy
- Bâng khuâng
- Bốn màu áo (Anh Thy & Thanh Viên)
- Chuyện ngày đi học (Anh Thy & Thanh Viên)
- Em về xứ lạ (Anh Thy & Thanh Viên)
- Hải đăng
- Những đêm tàu đi
- Tâm tình người lính thủy (Anh Thy & Thanh Viên)

### Viết chung với nhạc sĩ khác
- Chị về em bước sang ngang (với Thăng Long)
- Chôm chôm lý qua phà (với Cô Phượng (Vinh Sử))
- Giọt mưa khuya (với Thăng Long)
- Nếu biết tình yêu (với Thăng Long) (1970)